# NGC 2082
NGC 2082 est une petite galaxie spirale barrée située dans la constellation de la Dorade. NGC 2082 a été découverte en 1834 par John Herschel peu après qu'il s'est établi avec sa famille au cap de Bonne-Espérance en Afrique du Sud.

## Caractéristiques
Sa vitesse par rapport au fond diffus cosmologique est de 1 246 ± 8 km/s, ce qui correspond à une distance de Hubble de 18,4 ± 1,3 Mpc (∼60 millions d'al).
À ce jour, une douzaine de mesures non basées sur le décalage vers le rouge (redshift) donnent une distance de 18,342 ± 3,625 Mpc (∼59,8 millions d'al), ce qui est à l'intérieur des valeurs de la distance de Hubble.
La base de données NASA/IPAC classe cette galaxie comme une spirale intermédiaire, mais les images récentes obtenues par le télescope Hubble montrent la présence d'une barre.
La classe de luminosité de NGC 2082 est II et elle présente une large raie HI.

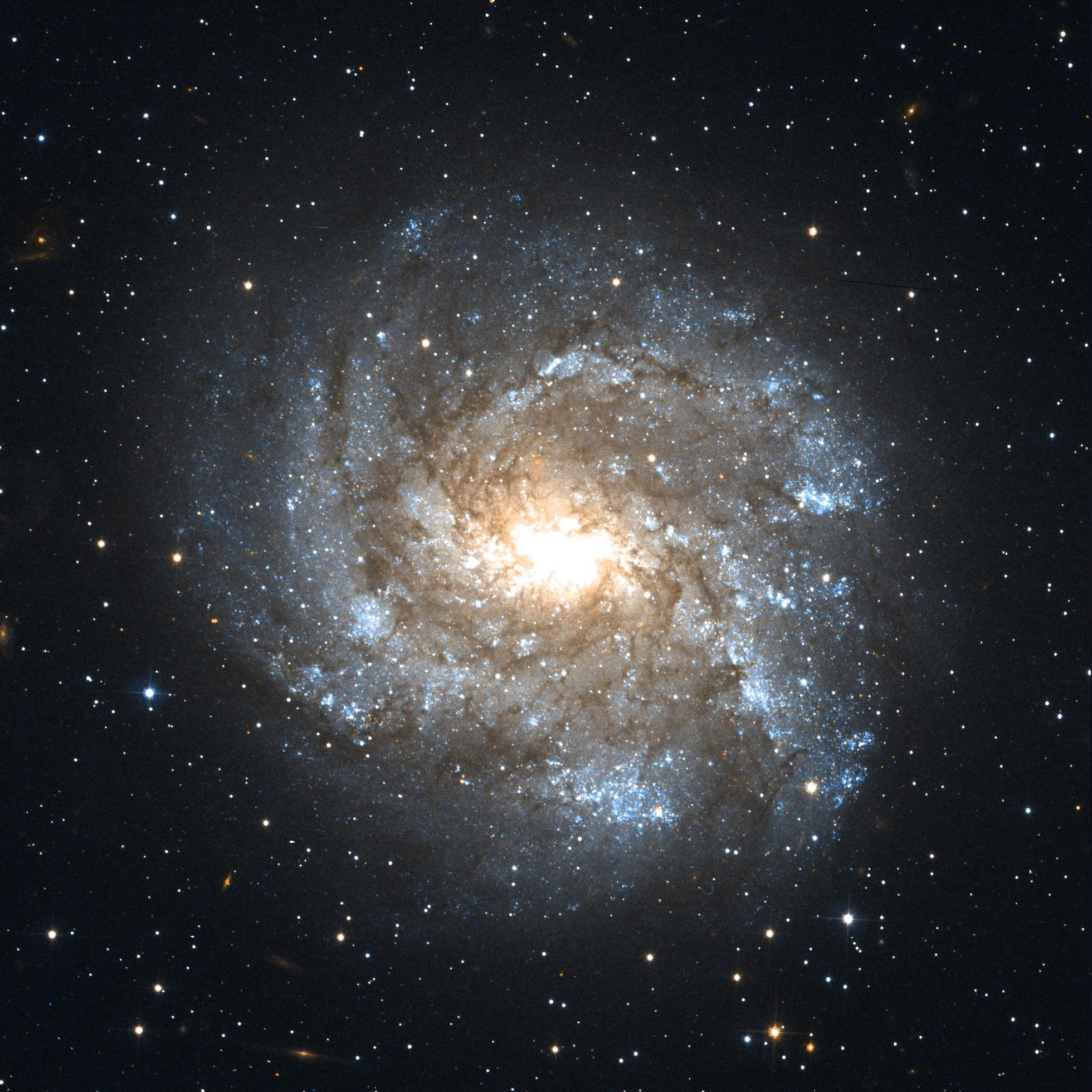
Image captée par le télescope spatial Hubble.

Autre image captée par le télescope spatial Hubble.

## Supernova dans NGC 2082
En 1992 Robert Evans y a découvert la supernova de type II-P SN1992ba,. 

## Groupe de NGC 1947
On croyait que NGC 2082 faisait partie du groupe de la Dorade, mais elle a ensuite été retirée de celui-ci. En fait, la galaxie NGC 2082 ainsi que les galaxies NGC 1892 et NGC 1947 font partie du groupe de NGC 1947.